# 100 De Fapte Pentru Eddie McDowd
100 De Fapte Pentru Eddie McDowd este un serial de televiziune sitcom creat pentru Nickelodeon de Steven H. Berman, Mitchel Katlin și Nat Bernstein. Serialul a fost difuzat pentru trei sezoane, cu premiera pe 16 octombrie 1999 și finalul pe 21 aprilie 2002.

## Intriga
Acțiunea serialului pleacă de la premisa că bătăușul școlii Eddie McDowd este pedepsit de un bărbat pe care îl cheamă The Drifter din cauza comportamentului său. Băiatul de 17 ani se găsește foarte atrăgător și puternic de aceea îi bate pe alții fără milă. The Drifter plănuiește să îl facă pe Eddie să plătească pentru toate faptele sale rele și de aceea îl transformă în câine și trebuie să facă 100 de fapte bune înaite de a fi transformat înapoi în om. Pe lăngă The Drifter, singurul care îl poate auzi pe Eddie vorbind este Justin Taylor ultimul băiat pe care l-a bătut. Acum Eddie trebuie să lucreze cu Justin și familia Taylor pentru a deveni din nou om. Într-unul din episoadele difuzate mai târziu The Drifter le spune lui Justin și Eddie că după ce vor face cele 100 de fapte bune nu își vor mai aminti această experiență (deși Eddie va fi o persoană mai bună după această experiență).

## Distribuția
| Personaj                      | Actor                                               |
| ----------------------------- | --------------------------------------------------- |
| Eddie McDowd (forma umană)    | Jason Dohring                                       |
| Sariffa Chung                 | Brenda Song                                         |
| Eddie McDowd (forma de câine) | Rowdy                                               |
| Eddie McDowd (voce)           | Seth Green (sezonul unu) Jason Hervey (sezonul doi) |
| Justin Taylor                 | Brandon Gilberstadt                                 |
| The Drifter                   | Richard Moll                                        |
| Gwen Taylor                   | Morgan Kibby (sezonul unu)                          |
| Doug Taylor                   | William Francis McGuire                             |
| Lisa Taylor                   | Catherine MacNeal                                   |
| Tori                          | Melanee Murray (sezonul doi)                        |
| Spike Cipriano                | Danny Tamberelli                                    |
| Salli (voice)                 | Joe Piscopo                                         |
| Brenda May                    | Diane Delano                                        |
| Flaco                         | Josh Hammond                                        |
| Agt. Elizabeth Marcus         | Julie Michaels                                      |

## Popularitate
Showul a fost anulat în America datorită  declinului ratingului în primăvara lui 2002 după numai 40 de episoade, cu Eddie încă câine și cu 60 de fapte bune rămase de făcut. Oricum, showul a fost de succes în Europa și a fost lansat pe Amazon.fr. Rowdy este în viață și acum după terminarea showului.

## Internațional
Versiunea în limba franceză a fost intitulată La Double Vie d'Eddie McDowd (Viața dublă a lui Eddie McDowd).
- În România, showul a fost difuzat pe TVR Cultural și pe KidsCo
- În Franța, showul a fost difuzat pe France 3 din 1999 până 2002
- În Quebec, showul este încă difuzat pe VRAK.TV
- În Portugalia, showul a fost difuzat pe TVI și este difuzat încă pe Canal Panda
- În Filipine, a fost în trecut difuzat pe ABS-CBN și Disney Channel
- În Israel, pe IBA channel1
- În Pakistan, showul a fost pe Nickelodeon
- În Rusia, showul a fost pe CTC, în 2006.
- În Australia, showul a fost pe Nickelodeon
- În Canada showul a fost pe The Family Channel
- In Mexic, showul a fost pe Disney Channel.
- În Italia, showul a fost pe Disney Channel, apoi pe canalul public Italia 1 apoi pe canalul Boing din 4 septembrie 2006
- În Dubai showul este pe kids co

## Episoade

### Sezonul unu (1999-2000)
| #  | Titlu                        | Data difuzării     |
| -- | ---------------------------- | ------------------ |
| 1  | "Tagged" (Pilot)             | 16 octombrie 1999  |
| 2  | "Dog Gone"                   | 23 octombrie 1999  |
| 3  | "Dog Day Out"                | 26 octombrie 1999  |
| 4  | "All Howls Eve"              | 29 octombrie 1999  |
| 5  | "Slam Punk"                  | 13 noiembrie 1999  |
| 6  | "Cheaters Sometimes Prosper" | 20 noiembrie 1999  |
| 7  | "Mutts and Robbers"          | 18 decembrie 1999  |
| 8  | "Dog Years"                  | 31 decembrie 1999  |
| 9  | "Puppy Love"                 | 22 ianuarie 2000   |
| 10 | "The Students Are Revolting" | 29 ianuarie 2000   |
| 11 | "False Hero"                 | 5 februarie 2000   |
| 12 | "A Dog's Life"               | 12 februarie 2000  |
| 13 | "Return of Gigi"             | 12 februarie, 2000 |
| 14 | "Meet the New Boss"          | 19 februarie 2000  |
| 15 | "Lie Like a Dog"             | 26 februarie 2000  |
| 16 | "April Fools"                | 1 aprilie 2000     |
| 17 | "Good Cop, Bad Dog"          | 8 octombrie 2000   |
| 18 | "Big Dog"                    | 15 octombrie 2000  |
| 19 | Fur Better or Worse          | 22 octombrie 2000  |
| 20 | A Very Canine Christmas      | 5 decembrie 2000   |

### Sezonul doi (2001)
| #  | Titlu                      | Data difuzării    |
| -- | -------------------------- | ----------------- |
| 21 | "Homeward Hound, Partea 1" | 27 ianuarie 2001  |
| 22 | "Homeward Hound, Partea 2" | 27 ianuarie 2001  |
| 23 | "Personal Trainer"         | 3 februarie 2001  |
| 24 | "Eddie Loves Tori"         | 10 februarie 2001 |
| 25 | "A Star is Born"           | 17 februarie 2001 |
| 26 | "Matchmaking Mutt"         | 24 februarie 2001 |
| 27 | "So Shoe Me"               | 3 martie 2001     |
| 28 | "Sick as a Dog"            | 20 martie 2001    |
| 29 | "Ruby"                     | 17 martie 2001    |
| 30 | "Whistle a Happy Tune"     | 24 martie 2001    |
| 31 | "You Talk Too Much"        | 7 aprilie 2001    |
| 32 | "Eye of the Mongrel"       | 14 aprilie 2001   |

### Sezonul trei (2002)
| #  | Titlu                     | Data difuzării  |
| -- | ------------------------- | --------------- |
| 33 | "Doggie Do Right"         | 3 martie 2002   |
| 34 | "Fowl Deeds"              | 10 martie 2002  |
| 35 | "Slap Shot"               | 17 martie 2002  |
| 36 | "Dog Interrupted"         | 24 martie 2002  |
| 37 | "Welcome to the Doghouse" | 31 martie 2002  |
| 38 | "Teacher's Pet Peeve"     | 7 aprilie 2002  |
| 39 | "Deep Blue Deed"          | 14 aprilie 2002 |
| 40 | "Lost and Found"          | 21 aprilie 2002 |

- Sfârșitul episoadelor noi în Statele Unite. [2]